# Eli Abarbanel
Eliezer Abarbanel (Petah Tikva - 22 de fevereiro de 1976) é um ex-futebolista israelense.

## Carreira
Começou a jogar futebol nos juniores do Hapoel, Petah Tikva, e foi considerado um talento na temporada de 1993/1994.foi convocado para equipe Israelense, a mídia apareceu em dois jogos. Temporada 1999/2000 cordeiro abarbanel 14 gols.